# Danish Cruise Line
Danish Cruise Line (DCL) er et dansk rederi.
Rederiet blev stiftet af selskabet bag Middelgrundsfortet, og står nu i 2008 som det eneste rederi, for al sejlads mellem Københavns Havn (Langelinie) og Middelgrundsfortet i Øresund.
Desuden samarbejdes der med DFDS Canal Tours om sejlads til Søfortet Trekroner (ø), der er beliggende ved indsejlingen til Københavns Havn.
Færgerne har base på Middelgrundsfortet samt Refshaleøen.
Sejlads fra København sker fortrinsvis fra Langeliniekajen ved restaurant ”Danish Langelinie”, der ligger ved Isbjørnen.
Danish Cruise Line har endvidere 3 helikoptere med egen heliport på Refshalevej.
Danish Cruise Line (DCL) ejet af Hans Peter Roger Bech eksisterer ikke længere i 2010.